# Албрехт II фон Брауншвайг-Грубенхаген
Албрехт II (на немски: Albrecht II von Braunschweig-Grubenhagen; * 1 ноември 1419, † 15 август 1485) от род Велфи (Стар Дом Брауншвайг), е херцог на Брауншвайг-Люнебург и от 1440 до 1485 г. княз на Грубенхаген.

## Произход и управление
Той е третият син на херцог Ерих I (1383 – 1427) и съпругата му Елизабет († 1444) от Брауншвайг-Гьотинген, дъщеря на херцог Ото I от Гьотинген (1340 – 1394).
Албрехт II управлява от 1440 г. заедно с братята му Хайнрих III (1416 – 1464) и Ернст II (1418 – 1466).

## Фамилия
Албрехт се жени на 15 октомври 1471 г. за Елизабет от Валдек (* 1455; † 15 март 1513), дъщеря на граф Фолрад фон Валдек († 1475) и София фон Хенеберг (1395 – 1441). Те имат децата:
- Ернст IV фон Брауншвайг († 1494/1496), умира скоро след баща му
- Юст фон Брауншвайг (1472 - 1472)
- София фон Брауншвайг († ок. 1481)
- Филип I фон Брауншвайг-Грубенхаген (1476 – 1551), херцог на Брауншвайг-Люнебург‎ и княз в Княжество Грубенхаген
- Ерих (1478 – 1532), от 1508 г. княз-епископ на Оснабрюк (1509 - 1532) и Падерборн (1510 - 1532), 1532 г. избран и за епископ на Мюнстер